# British Astronomical Association

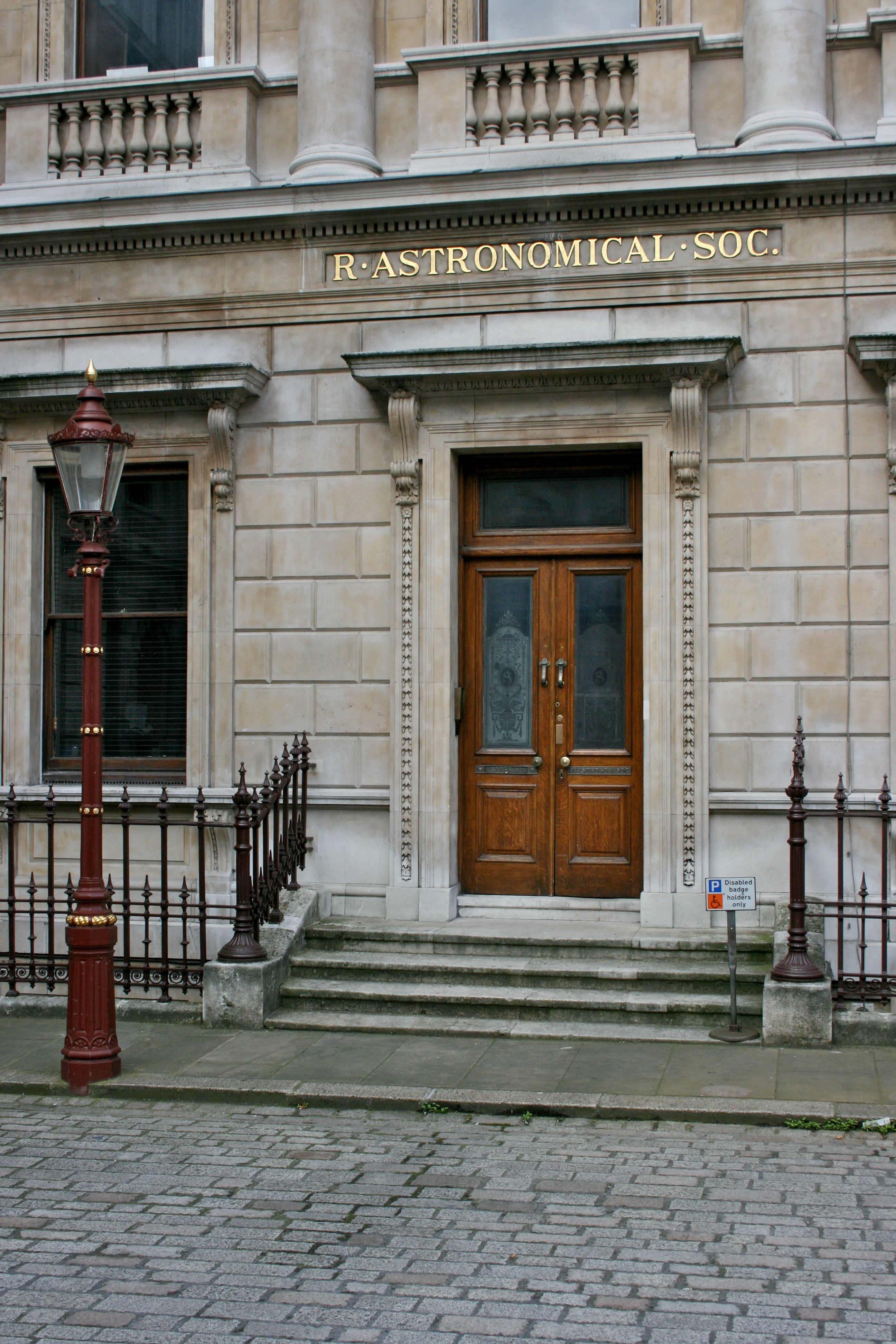
La entrada a la Royal Astronomical Society, Burlington House, Londres

La British Astronomical Association o BAA (en español, Asociación Astronómica Británica), es una asociación científica británica dedicada a la astronomía, fundada en el 1890, y que incluye entre sus socios tanto a astrónomos como a simples apasionados a la astronomía. Entre sus fundadores se puede citar a Edward Maunder (1851-1928), un destacado astrónomo especializado en los ciclos de las manchas solares.

## Origen
La BAA se fundó en octubre de 1890 con el objetivo de apoyar a los astrónomos aficionados del Reino Unido. En muchos sentidos, es el equivalente de la Royal Astronomical Society (que apoya principalmente a los observadores profesionales), compartiendo las dos organizaciones durante mucho tiempo las mismas premisas. La primera idea sobre esta organización fue propuesta públicamente por el astrónomo irlandés William H. S. Monck en una carta publicada en la revista The English Mechanic.
El astrónomo inglés Edward Maunder, su hermano Frid Maunder, y William Maw tuvieron un destacado papel en la fundación de la Asociación. La primera reunión de la Asociación se llevó a cabo el 24 de octubre de 1890, con la presencia de 60 de los 283 miembros iniciales. Inicialmente, se decidió organizar la Asociación provisionalmente mediante un Consejo
de 48 miembros, que incluía a cuatro mujeres: Margaret Huggins, Elizabeth Brown, Agnes Clerke y Agnes Giberne.
La sociedad formó varias secciones de observación para temas de astronomía especializados. Elizabeth Brown, posiblemente la única mujer en Inglaterra en aquella época que poseía su propio observatorio, se convirtió en jefa de la Sección Solar. La Asociación se disponía de diversos instrumentos astronómicos que habían sido legados, pero carecía de los fondos necesarios para construir su propio observatorio. Sin embargo, con el paso del tiempo, hasta un total de 477 instrumentos han sido adquiridos durante los primeros 117 años de vida de la Asociación.
La Asociación celebraba reuniones mensuales en Londres, pero también estableció algunas delegaciones regionales para atender a los miembros que no podían acudir hasta allí. La primera fue la Delegación del Noroeste, con sede en Mánchester. La segunda Delegación se estableció en Escocia en 1894, con sede en Glasgow.

## Secciones
Para desarrollar su actividad científica, la BAA está actualmente estructurada en 18 Secciones:
- Sol
- Luna
- Mercurio y Venus
- Marte
- Júpiter
- Saturno
- Cometas
- Meteoros
- Auroras
- Estrellas variables
- Asteroides y Planetas Exteriores
- Firmamento Profundo
- Radioastronomía
- Cálculo (efemérides)
- Telescopios robotizados (con control remoto)
- Cielos oscuros
- Historia
- Instrumentación

## Publicaciones
Actualmente la BAA edita una revista, The Journal, un almanaque y un boletín enviado por correo electrónico.

## Premios
La B.A.A. otorga periódicamente cinco galardones:
- Medalla Walter Goodacre (Walter Goodacre Medal and Gift)
- Medalla Horace Dall (Horace Dall Medal and Gift)
- Medalla Merlin (Merlin Medal and Gift)
- Medalla Lydia Brown (Lydia Brown Medal and Gift)
- Premio Steavenson (Steavenson Award)

## Lista parcial de presidentes y vicepresidentes
- Tom Boles
- John Guy Porter (1948-1950)
- Frank Watson Dyson (1916-1918)

## Lista parcial de miembros famosos
- George Alcock
- David Allen
- William Frederick Denning[8]
- Rod Lyon
- Brian Marsden
- Elmer Jacob Reese

## Eponimia
- El asteroide (4522) Britastra está dedicado a la asociación.[9]